# Den stumma från Portici

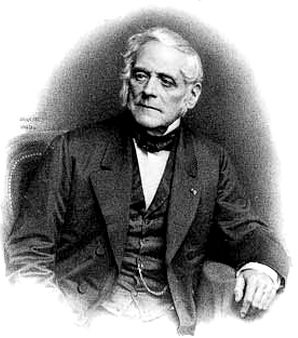
Daniel Auber

Den stumma från Portici (franska: Masianiello ou La muette de Portici) är en opera i fem akter med musik av Daniel Auber och med libretto av Eugène Scribe och Germain Delavigne. Operan har en framträdande plats i musikhistorien såsom den tidigaste franska exemplet på grand opéra. Den är också känd för sin roll i det Belgiska upproret 1830.
Portici är namnet på en fiskeby i Neapelbukten. Titelrollen som den stumma - paradoxalt nog för en opera - spelas av en mimare eller en dansös. Den stummas namn, Fenella, är samma som den dövstumma i Peveril of the Peak, en roman av Walter Scott från 1823. Men de två historierna har inget med varandra att göra..
Operan framfördes 505 gånger i Paris fram till 1882, och 285 gånger i Berlin fram till 1898. Idag har den fallit i glömska förutom några sällsynta föreställningar som i Marseille 1991 och i Paris (Opéra Comique) 2012. Ouvertyren spelads däremot ofta.

## Historia
Operan hade premiär i Salle Le Peletier på Parisoperan den 29 februari 1828. Rollen som Masaniello sjöngs av den berömde tenoren Adolphe Nourrit och prinsessan Elvires roll av Laure Cinti-Damoreau. Dansösen Lise Noblet tolkade den stummas roll, en toll som senare skulle axlas av bland andra Marie Taglioni, Fanny Elssler och Pauline Leroux, samt aktrisen Harriet Smithson (Hector Berliozs blivande hustru). Alphonse sjöngs av Alexis Dupont, som var svåger till Lise Noblet. Dirigenten var Henri Valentino.
La Muette var innovativ på flera sätt. För det första förde den in mim och gestik som en integrerad del av operahandlingen (trots att dessa former var välbekanta för parispubliken genom balett och mélodrame). För det andra var den historiska handlingen, liberal politisk inblandning, användandet av populära melodier, hanteringen av stor orkester, kör och spektakulära sceneffekter helt annorlunda än samtidens operatyper. I efterhand förtjänar den epitetet som det första exemplet på en 'Grand Opéra'. 
Musiktidskriften Pandore skrev efter premiären: "under en lång tid har upplysta kritiker trott att det vid sidan av den gamla tragédie lyrique var möjligt att ha ett mer realistiskt och naturligt drama som skulle passa denna teaters värdighet." Operan förekom Gioacchino Rossinis opera Wilhelm Tell med ett år och hade en uttalad inverkan hos både Giacomo Meyerbeer (Robert le Diable (1831)) och Richard Wagner. Den senare noterade 1871 i sin Minnen av Auber att operan "vara blotta närvara hade orsakat revolutioner sågs som en tydlig förelöpare till Julirevolutionen, och sällan har en artistisk skapelse stått närmare en världshändelse." La Muette fick nypremiär i Paris omedelbart efter den franska julirevolutionen 1830.
Verket gav senare berömmelse åt Scribe mer än åt Auber på grund av att librettot innehåller många av de ingredienser som blev standard för operan under de närmaste 30 åren: en förhistoria av personligt dilemma satt emot en bakgrund av politisk spänning i en specifik historisk och geografisk placering. I orkestern ingår det ovanliga blåsinstrumentet ofikleid.
Bortsett från musikens livaktighet och påhittighet ligger operans styrka i den rörande behandlingen av den stumma hjältinnan, vars tankar förmedlas genom pantomim med expressiv orkesterackompanjemang. 
Operan uruppfördes på Parisoperan den 29 februari 1828. Dess uppförande på Kungliga Myntteatern "La Monnaie" (fr. Théâtre Royal de la Monnaie, nl. Koninklijke Muntschouwburg) i Bryssel den 25 augusti 1830 blev katalysatorn till den belgiska revolutionen som resulterade i utropandet av den självständiga staten Belgien den 4 oktober samma år. 
Den svenska premiären ägde rum på Stockholmsoperan den 19 mars 1836 och den iscensattes åter med premiär den 18 januari 1862 (sammanlagt 119 föreställningar) och den 31 oktober 1908 (52 föreställningar fram till 1939).

### Det belgiska upproret

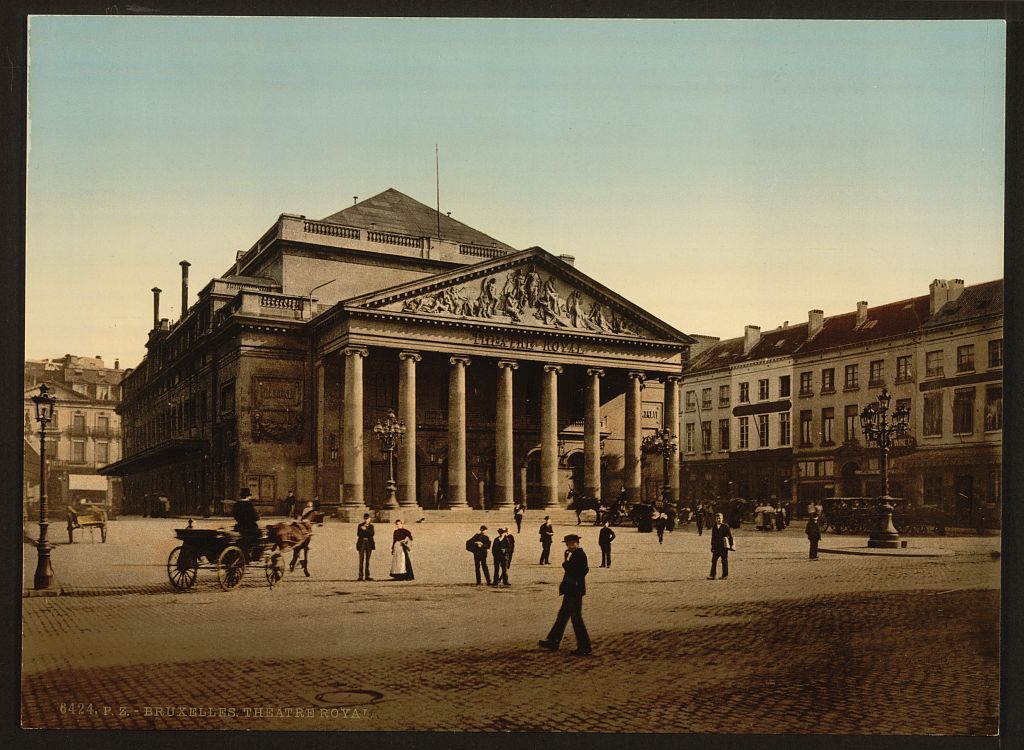
Théâtre de la Monnaie (Muntschouwburg) i Bryssel där föreställningen den 25 augusti 1830 tände gnistan till det Belgiska upproret.

La Muette valdes som föreställning på Théâtre de la Monnaie i Bryssel den 25 augusti 1830, som en del av firandet av kung Vilhelm I:s av Nederländerna 15 år på tronen. Operan skulle kröna den tre dagar långa festen av fyrverkerier, fester och processioner. Vilhelm I hade närvarat vid operans premiär i Bryssel 1829 och den hade haft en stor framgång i staden. Men när nationalistiska oroligheter uppstod under en föreställning vid tiden för Julirevolutionen i Paris förbjöds operan tillfälligt. Förbudet hävdes för föreställningen den 25 augusti.
Kungens tillkännagivande om en festival möttes av öppna planer på revolt. Affischer sattes upp i Bryssel med budskapet: Måndag den 23:e fyrverkerier; Tisdag den 24:e illuminationer; Onsdag den 25:e revolution." Kungens enda åtgärd att försäkra publikens säkerhet blev att ställa in fyrverkerierna och sista nattens procession, vilket gjorde att Aubers opera blev det sista publika evenemanget då kungen närvarade. Trots att operans ämne är revolution kan dess roll i upproret mer ha varit som ett konvenansäktenskap då rebellerna redan hade utsett finaldagen som starten för det Belgiska upproret.
Innan föreställningen ägde rum hade tidningen Courrier des Pays-Bas annonserat ett kodat meddelande som uppmanade besökare att lämna salongen före den femte akten. Det råder delade meningar om när i operan gnistan tändes, men det mest citerade momentet sker i andra aktens duett "Amour sacré de la patrie". En samtida betraktare beskriver vad som hände i salongen under duetten:
När Lafeuillade och Casscl började sjunga den berömda duetten "Amour sacre de la patrie" exploderade entusiastiska yttringar och sångarna fann det nödvändigt att starta om mitt under jublet. Slutligen när Masaniello (Lafeuillade) började sin enträgna bön "Aux Armes!," kunde inte publiken tygla sig. De hyllade arian och sångaren, de buade ut den femte akten i akt och mening att avbryta föreställningen, och den upphetsade hopen rusade ut ur salongen - in i historien. Välkomnad av ytterligare en hop som väntade utanför, de förenade sig i den demonstration som släppte lös 1830 års revolution.

## Personer
| Roller                                                     | Röststämma         | Premiärbesättning, 29 februari 1828 (Dirigent: Henri Valentino) |
| ---------------------------------------------------------- | ------------------ | --------------------------------------------------------------- |
| Masaniello, en neapolitansk fiskare                        | tenor              | Adolphe Nourrit                                                 |
| Alphonse, son till greven av Arcos, vicekonungen av Neapel | tenor              | Alexis Dupont                                                   |
| Elvire, spansk prinsessa och Alphonses fästmö              | sopran             | Laure Cinti-Damoreau                                            |
| Fenella, syster till Masaniello                            | dansös (stum roll) | Lise Noblet                                                     |
| Pietro, fiskare och vän till Masaniello                    | bas                | Henri-Bernard Dabadie                                           |
| Borella, vän till Masaniello                               | bas                | Alexandre Prévost                                               |
| Moreno, vän till Masaniello                                | bas                | Charles-Louis Pouilley                                          |
| Lorenzo, Alphonses förtrogne                               | tenor              | Jean-Étienne-Auguste Massol                                     |
| Selva, vicekungens officer                                 | bas                | Ferdinand Prévôt                                                |
| Elvires hovdam                                             | sopran             | Anne Lorotte                                                    |

## Handling
Operan utspelar sig i Neapel och Portici år 1647 vid tiden för Masaniellos revolt mot det spanska styret.

### Akt I
Alphonse har svikit den stumma Fenella och gift sig med Elvire, men Fenella rymmer ur det fängelse där hon hållits fången och underrättar Elvire om att hennes man har bedragit henne.

### Akt II
Fenella uppsöker sin bror Masaniello och berättar att hon har blivit förförd av en man av hög rang, och brodern och de andra fiskarna lovar att hämnas henne.

### Akt III

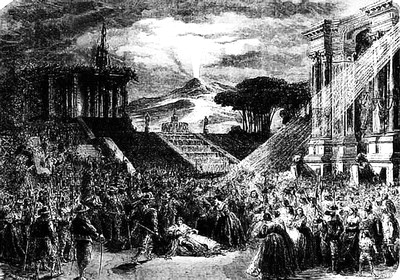
Dekor från 1893 till vulkanutbrottet i akt V.

Elvire är djupt besviken över Alphonses handlingssätt och ber vakten leta reda på Fenella så att hon kan hjälpa henne, men då de försöker föra bort henne från hamnen i Neapel övermannas de av beväpnade folkmassor som just skall göra uppror.

### Akt IV
Upproret är nu i full gång, men Masaniello och Fenella beklagar våldet och brutaliteten. Alphonse och Elvire söker upp dem och ber om hjälp, och Masaniello ser till att de kommer undan. Folket kommer och ger stadens nycklar till Masaniello, men fiskarna har förlorat tilltron till honom eftersom han hjälpt Alphonse.

### Akt V
Under frihetsfesten får Vesuvius ett utbrott, och då Alphonse närmar sig med en armé drar Masaniello ut mot honom men dödas av sina egna medan han försöker rädda Elvire från att mördas. Då Fenella får veta att brodern är död kastar hon sig ut från slottets balkong och omkommer i den glödande lavaströmmen från vulkanen.

## Inverkan
La Muette de Portici spelade en stor roll när det gällde att etablera genren grand opéra. Många av dess ingredienser - femaktsstrukturen, den obligatoriska balettsekvensen, användningen av spektakulära sceneffekter, fokuseringen på romantisk passion mot bakgrund av historiska svårigheter - skulle komma att bli standardämnen i genren under hela 1800-talet. Grand opéra skulle komma att spela en större roll för karriären för librettisten än för kompositören. Auber fortsatte att skriva tre mer verk i genren: Le Dieu et la bayadère (1830), Gustave III (1833) och Le Lac des fées (1839). Men deras berömmelse skulle toppas av den grand opéra till vilken Scribe bidrog med librettot: Meyerbeers Robert le Diable (1831), Les Huguenots (1836) och Halévys La Juive (1835). 
Men Aubers pionjärverk skulle komma att fånga den unge Richard Wagners intresse. Wagner var ivrig att skapa en ny form av musikdrama. Han noterade att i La Muette de Portici; "arior och duetter var knappast skönjbara, och med undantag för en enda prima donna-aria i första akten, var inte heller skrivna sådana; i varenda stund var det ensemblen som helhet som skapade uppmärksamhet och engagerade...".